# Lendava
Lendava (em húngaro:  Lendva; em alemão:  Limbach) é um município da Eslovênia. A sede do município fica na localidade de mesmo nome.